# Датон/Данич
Датон/Данич (енгл. Dutton/Dunwich) је општина у Канади у покрајини Онтарио. Према резултатима пописа 2011. у општини је живело 3.876 становника.

## Становништво
Према резултатима пописа становништва из 2011. у граду је живело 3.876 становника, што је за 1,4% више у односу на попис из 2006. када је регистровано 3.821 житеља.
| 2006. | 2011. |
| ----- | ----- |
| 3.821 | 3.876 |